# Medaliści mistrzostw świata w narciarstwie klasycznym w kombinacji norweskiej
Lista medalistów mistrzostw świata w narciarstwie klasycznym w kombinacji norweskiej

## Mężczyźni

### Sprint
Zawody mistrzostw świata w sprincie rozgrywane są od 29. edycji imprezy, czyli od 1999 roku. Sprint rozegrano jeszcze czterokrotnie, od 2009 roku konkurencji tej nie ma w programie mistrzostw. Najbardziej utytułowanym zawodnikiem jest Ronny Ackermann, w dorobku którego znajdują się trzy medale: jeden złoty, jeden srebrny i jeden brązowy.
| Rok i miejsce       |                   | Złoto            |           | Srebro          |          | Brąz             | Źr.   |
| ------------------- | ----------------- | ---------------- | --------- | --------------- | -------- | ---------------- | ----- |
| 1999, Ramsau        | Norwegia          | Bjarte Engen Vik | Austria   | Mario Stecher   | Japonia  | Kenji Ogiwara    | [ 1 ] |
| 2001, Lathi         | Niemcy            | Marko Baacke     | Finlandia | Samppa Lajunen  | Niemcy   | Ronny Ackermann  | [ 2 ] |
| 2003, Val di Fiemme | Stany Zjednoczone | Johnny Spillane  | Niemcy    | Ronny Ackermann | Austria  | Felix Gottwald   | [ 3 ] |
| 2005, Oberstdorf    | Niemcy            | Ronny Ackermann  | Norwegia  | Magnus Moan     | Norwegia | Kristian Hammer  | [ 4 ] |
| 2007, Sapporo       | Finlandia         | Hannu Manninen   | Norwegia  | Magnus Moan     | Niemcy   | Björn Kircheisen | [ 5 ] |

### Bieg indywidualny
Zawody mistrzostw świata w biegu indywidualnym rozgrywane są od pierwszej edycji imprezy, czyli od 1925 roku. Początkowo była to jedyna konkurencja kombinacji norweskiej w ramach mistrzostw świata, z biegiem rozgrywanym na dystansie 18 km. Dystans biegu skrócono w 1962 roku do 15 km, a następnie w 2009 roku do 10 km, jednocześnie wprowadzając zawody zarówno na skoczni dużej, jak i normalnej. Najbardziej utytułowanym zawodnikiem jest Ronny Ackermann, w dorobku którego znajdują się trzy medale: jeden złoty, jeden srebrny i jeden brązowy. Od 1985 roku konkurencja ta rozgrywana jest metodą Gundersena.
| Rok i miejsce                           |                   | Złoto                |                   | Srebro              |                      | Brąz                | Źr.    |
| --------------------------------------- | ----------------- | -------------------- | ----------------- | ------------------- | -------------------- | ------------------- | ------ |
| 1925, Jańskie Łaźnie                    | Czechosłowacja    | Otakar Německý       | Czechosłowacja    | Josef Adolf         | Szwajcaria           | Xaver Affentranger  | [ 6 ]  |
| 1926, Lahti                             | Norwegia          | Johan Grøttumsbråten | Norwegia          | Thorleif Haug       | Norwegia             | Einar Landvik       | [ 7 ]  |
| 1927, Cortina d’Ampezzo                 | Czechosłowacja    | Rudolf Burkert       | Czechosłowacja    | Otakar Německý      | Czechosłowacja       | František Wende     | [ 8 ]  |
| 1929, Zakopane                          | Norwegia          | Hans Vinjarengen     | Norwegia          | Ole Stenen          | Finlandia            | Esko Järvinen       | [ 9 ]  |
| 1930, Oslo                              | Norwegia          | Hans Vinjarengen     | Norwegia          | Leif Skagnæs        | Norwegia             | Knut Lunde          | [ 10 ] |
| 1931, Oberhof                           | Norwegia          | Johan Grøttumsbråten | Norwegia          | Sverre Kolterud     | Norwegia             | Arne Rustadstuen    | [ 11 ] |
| 1933, Innsbruck                         | Szwecja           | Sven Selånger        | Czechosłowacja    | Antonín Bartoň      | Republika Austriacka | Harald Bosio        | [ 12 ] |
| 1934, Sollefteå                         | Norwegia          | Oddbjørn Hagen       | Norwegia          | Sverre Kolterud     | Norwegia             | Hans Vinjarengen    | [ 13 ] |
| 1935, Wysokie Tatry                     | Norwegia          | Oddbjørn Hagen       | Finlandia         | Lauri Valonen       | III Rzesza           | Willy Bogner        | [ 14 ] |
| 1937, Chamonix                          | Norwegia          | Sigurd Røen          | Norwegia          | Rolf Kaarby         | Finlandia            | Aarne Valkama       | [ 15 ] |
| 1938, Lahti                             | Norwegia          | Olaf Hoffsbakken     | Szwecja           | John Westbergh      | Norwegia             | Hans Vinjarengen    | [ 16 ] |
| 1939, Zakopane                          | III Rzesza        | Gustl Berauer        | Szwecja           | Gustaf Adolf Sellin | Norwegia             | Magnar Fosseide     | [ 17 ] |
| 1950, Lake Placid                       | Finlandia         | Heikki Hasu          | Norwegia          | Ottar Gjermundshaug | Norwegia             | Simon Slåttvik      | [ 18 ] |
| 1954, Falun                             | Norwegia          | Sverre Stenersen     | Norwegia          | Gunder Gundersen    | Norwegia             | Kjetil Mårdalen     | [ 19 ] |
| 1958, Lahti                             | Finlandia         | Paavo Korhonen       | Norwegia          | Sverre Stenersen    | Norwegia             | Gunder Gundersen    | [ 20 ] |
| 1962, Zakopane                          | Norwegia          | Arne Larsen          |                   | Dmitrij Koczkin     | Norwegia             | Ole Henrik Fagerås  | [ 21 ] |
| 1966, Oslo                              |                   | Georg Thoma          |                   | Franz Keller        | Szwajcaria           | Alois Kälin         | [ 22 ] |
| 1970, Wysokie Tatry                     | Czechosłowacja    | Ladislav Rygl        |                   | Nikołaj Nogowicyn   |                      | Wiaczesław Driagin  | [ 23 ] |
| 1974, Falun                             |                   | Ulrich Wehling       |                   | Günter Deckert      | Polska               | Stefan Hula         | [ 24 ] |
| 1978, Lahti                             |                   | Konrad Winkler       | Finlandia         | Rauno Miettinen     |                      | Ulrich Wehling      | [ 25 ] |
| 1982, Oslo                              | Norwegia          | Tom Sandberg         |                   | Konrad Winkler      |                      | Uwe Dotzauer        | [ 26 ] |
| 1985, Seefeld                           |                   | Hermann Weinbuch     | Norwegia          | Geir Andersen       | Finlandia            | Jouko Karjalainen   | [ 27 ] |
| 1987, Oberstdorf                        | Norwegia          | Torbjørn Løkken      | Norwegia          | Trond-Arne Bredesen |                      | Hermann Weinbuch    | [ 28 ] |
| 1989, Lahti                             | Norwegia          | Trond Einar Elden    |                   | Andriej Dundukow    | Norwegia             | Trond-Arne Bredesen | [ 29 ] |
| 1991, Val di Fiemme                     | Norwegia          | Fred Børre Lundberg  | Austria           | Klaus Sulzenbacher  | Austria              | Klaus Ofner         | [ 30 ] |
| 1993, Falun                             | Japonia           | Kenji Ogiwara        | Norwegia          | Knut Tore Apeland   | Norwegia             | Trond Einar Elden   | [ 31 ] |
| 1995, Falun                             | Norwegia          | Fred Børre Lundberg  | Finlandia         | Jari Mantila        | Francja              | Sylvain Guillaume   | [ 32 ] |
| 1997, Trondheim                         | Japonia           | Kenji Ogiwara        | Norwegia          | Bjarte Engen Vik    | Francja              | Fabrice Guy         | [ 33 ] |
| 1999, Ramsau                            | Norwegia          | Bjarte Engen Vik     | Finlandia         | Samppa Lajunen      | Rosja                | Dmitrij Sinicyn     | [ 34 ] |
| 2001, Lathi                             | Norwegia          | Bjarte Engen Vik     | Finlandia         | Samppa Lajunen      | Austria              | Felix Gottwald      | [ 35 ] |
| 2003, Val di Fiemme                     | Niemcy            | Ronny Ackermann      | Austria           | Felix Gottwald      | Finlandia            | Samppa Lajunen      | [ 36 ] |
| 2005, Oberstdorf                        | Niemcy            | Ronny Ackermann      | Niemcy            | Björn Kircheisen    | Austria              | Felix Gottwald      | [ 37 ] |
| 2007, Sapporo                           | Niemcy            | Ronny Ackermann      | Stany Zjednoczone | Bill Demong         | Finlandia            | Anssi Koivuranta    | [ 38 ] |
| 2009, Liberec (skocznia duża)           | Stany Zjednoczone | Bill Demong          | Niemcy            | Björn Kircheisen    | Francja              | Jason Lamy Chappuis | [ 39 ] |
| 2009, Liberec (skocznia normalna)       | Stany Zjednoczone | Todd Lodwick         | Norwegia          | Jan Schmid          | Stany Zjednoczone    | Bill Demong         | [ 40 ] |
| 2011, Oslo (skocznia duża)              | Francja           | Jason Lamy Chappuis  | Niemcy            | Johannes Rydzek     | Niemcy               | Eric Frenzel        | [ 41 ] |
| 2011, Oslo (skocznia normalna)          | Niemcy            | Eric Frenzel         | Niemcy            | Tino Edelmann       | Austria              | Felix Gottwald      | [ 42 ] |
| 2013, Val Di Fiemme (skocznia duża)     | Niemcy            | Eric Frenzel         | Austria           | Bernhard Gruber     | Francja              | Jason Lamy Chappuis | [ 43 ] |
| 2013, Val Di Fiemme (skocznia normalna) | Francja           | Jason Lamy Chappuis  | Niemcy            | Mario Stecher       | Niemcy               | Björn Kircheisen    | [ 44 ] |
| 2015, Falun (skocznia duża)             | Austria           | Bernhard Gruber      | Francja           | François Braud      | Niemcy               | Johannes Rydzek     | [ 45 ] |
| 2015, Falun (skocznia normalna)         | Niemcy            | Johannes Rydzek      | Włochy            | Alessandro Pittin   | Francja              | Jason Lamy Chappuis | [ 46 ] |
| 2017, Lahti (skocznia duża)             | Niemcy            | Johannes Rydzek      | Japonia           | Akito Watabe        | Francja              | François Braud      | [ 47 ] |
| 2017, Lahti (skocznia normalna)         | Niemcy            | Johannes Rydzek      | Niemcy            | Eric Frenzel        | Niemcy               | Björn Kircheisen    | [ 48 ] |
| 2019, Seefeld (skocznia duża)           | Niemcy            | Eric Frenzel         | Norwegia          | Jan Schmid          | Austria              | Franz-Josef Rehrl   | [ 49 ] |
| 2019, Seefeld (skocznia normalna)       | Norwegia          | Jarl Magnus Riiber   | Austria           | Bernhard Gruber     | Japonia              | Akito Watabe        | [ 50 ] |
| 2021, Oberstdorf (skocznia duża)        | Austria           | Johannes Lamparter   | Norwegia          | Jarl Magnus Riiber  | Japonia              | Akito Watabe        | [ 51 ] |
| 2021, Oberstdorf (skocznia normalna)    | Norwegia          | Jarl Magnus Riiber   | Finlandia         | Ilkka Herola        | Norwegia             | Jens Lurås Oftebro  | [ 52 ] |
| 2023, Planica (skocznia duża)           | Norwegia          | Jarl Magnus Riiber   | Norwegia          | Jens Lurås Oftebro  | Austria              | Johannes Lamparter  | [ 53 ] |
| 2023, Planica (skocznia normalna)       | Norwegia          | Jarl Magnus Riiber   | Niemcy            | Julian Schmid       | Austria              | Franz-Josef Rehrl   | [ 54 ] |
| 2025, Trondheim (skocznia duża)         | Norwegia          | Jarl Magnus Riiber   | Norwegia          | Jørgen Graabak      | Niemcy               | Vinzenz Geiger      | [ 55 ] |

### Start masowy
Zawody mistrzostw świata w starcie masowym zostały rozegrane tylko raz, w 2009 roku.
| Rok i miejsce                 |                   | Złoto        |        | Srebro        |         | Brąz                | Źr.    |
| ----------------------------- | ----------------- | ------------ | ------ | ------------- | ------- | ------------------- | ------ |
| 2009, Liberec (skocznia duża) | Stany Zjednoczone | Todd Lodwick | Niemcy | Tino Edelmann | Francja | Jason Lamy Chappuis | [ 56 ] |

### Kompakt
Zawody mistrzostw świata w kompakcie pierwszy raz zostały rozegrane w 2025 roku.
| Rok i miejsce                       |          | Złoto              |          | Srebro             |        | Brąz           | Źr.    |
| ----------------------------------- | -------- | ------------------ | -------- | ------------------ | ------ | -------------- | ------ |
| 2025, Trondheim (skocznia normalna) | Norwegia | Jarl Magnus Riiber | Norwegia | Jens Lurås Oftebro | Niemcy | Vinzenz Geiger | [ 57 ] |

### Sztafeta
W latach 1982–1993 rozgrywano sztafetę 3 × 10 km, następnie w formacje 4 × 5 km. W 2011 roku jedyny raz rozegrano sztafetę na skoczni dużej i na skoczni normalnej. Od 2013 do 2021 roku sztafeta rozgrywana była z serią skoków na obiekcie normalnym. Od 2023 roku sztafetę rozgrywa się na skoczni dużej.
| Rok i miejsce                  | Złoto                                                                                 | Srebro | Brąz                                                                                 | Źr.    |
| ------------------------------ | ------------------------------------------------------------------------------------- | --- | ------------------------------------------------------------------------------------ | ------ |
| 1982, Oslo                     | NRD · Uwe Dotzauer · Gunter Schmieder · Konrad Winkler                                | Finlandia · Jouko Karjalainen · Rauno Miettinen · Jorma Etelälahti · Norwegia · Hallstein Bøgseth · Espen Andersen · Tom Sandberg | –                                                                                    | [ 58 ] |
| 1985, Seefeld in Tirol         | RFN · Thomas Müller · Hubert Schwarz · Hermann Weinbuch                               | Norwegia · Geir Andersen · Espen Andersen · Hallstein Bøgseth                                                                     | Finlandia · Jyri Pelkonen · Jukka Ylipulli · Jouko Karjalainen                       | [ 59 ] |
| 1987, Oberstdorf               | RFN · Hermann Weinbuch · Hans-Peter Pohl · Thomas Müller                              | Norwegia · Hallstein Bøgseth · Trond-Arne Bredesen · Torbjørn Løkken                                                              | ZSRR · Siergiej Czerwiakow · Andriej Dundukow · Allar Levandi                        | [ 60 ] |
| 1989, Lahti                    | Norwegia · Trond Einar Elden · Trond-Arne Bredesen · Bård Jørgen Elden                | Szwajcaria · Andreas Schaad · Hippolyt Kempf · Fredy Glanzmann                                                                    | NRD · Ralph Leonhardt · Bernd Blechschmidt · Thomas Abratis                          | [ 61 ] |
| 1991, Predazzo                 | Austria · Günther Csar · Klaus Ofner · Klaus Sulzenbacher                             | Francja · Francis Repellin · Xavier Girard · Fabrice Guy                                                                          | Japonia · Reiichi Mikata · Masashi Abe · Kazuoki Kodama                              | [ 62 ] |
| 1993, Falun                    | Japonia · Takanori Kono · Masashi Abe · Kenji Ogiwara                                 | Norwegia · Trond Einar Elden · Knut Tore Apeland · Fred Børre Lundberg                                                            | RFN · Thomas Dufter · Jens Deimel · Hans-Peter Pohl                                  | [ 63 ] |
| 1995, Thunder Bay              | Japonia · Masashi Abe · Tsugiharu Ogiwara · Kenji Ogiwara · Takanori Kono             | Norwegia · Halldor Skard · Bjarte Engen Vik · Knut Tore Apeland · Fred Børre Lundberg                                             | Szwajcaria · Markus Wüst · Armin Krugel · Stefan Wittwer · Jean-Yves Cuendet         | [ 64 ] |
| 1997, Trondheim                | Norwegia · Halldor Skard · Bjarte Engen Vik · Knut Tore Apeland · Fred Børre Lundberg | Finlandia · Jari Mantila · Tapio Nurmela · Samppa Lajunen · Hannu Manninen                                                        | Austria · Christoph Eugen · Felix Gottwald · Mario Stecher · Robert Stadelmann       | [ 65 ] |
| 1999, Ramsau                   | Finlandia · Hannu Manninen · Tapio Nurmela · Jari Mantila · Samppa Lajunen            | Norwegia · Fred Børre Lundberg · Trond Einar Elden · Bjarte Engen Vik · Kenneth Braaten                                           | Rosja · Nikołaj Parfionow · Aleksiej Fadiejew · Walerij Stolarow · Dmitrij Sinicyn   | [ 66 ] |
| 2001, Lahti                    | Norwegia · Kenneth Braaten · Sverre Rotevatn · Bjarte Engen Vik · Kristian Hammer     | Austria · Christoph Eugen · Mario Stecher · David Kreiner · Felix Gottwald                                                        | Finlandia · Jari Mantila · Hannu Manninen · Jaakko Tallus · Samppa Lajunen           | [ 67 ] |
| 2003, Predazzo                 | Austria · Michael Gruber · Wilhelm Denifl · Christoph Bieler · Felix Gottwald         | Niemcy · Thorsten Schmitt · Georg Hettich · Björn Kircheisen · Ronny Ackermann                                                    | Finlandia · Hannu Manninen · Jouni Kaitainen · Jaakko Tallus · Samppa Lajunen        | [ 68 ] |
| 2005, Oberstdorf               | Norwegia · Petter Tande · Håvard Klemetsen · Magnus Moan · Kristian Hammer            | Niemcy · Sebastian Haseney · Georg Hettich · Björn Kircheisen · Ronny Ackermann                                                   | Austria · Michael Gruber · Christoph Bieler · David Kreiner · Felix Gottwald         | [ 69 ] |
| 2007, Sapporo                  | Finlandia · Anssi Koivuranta · Janne Ryynänen · Jaakko Tallus · Hannu Manninen        | Niemcy · Sebastian Haseney · Tino Edelmann · Björn Kircheisen · Ronny Ackermann                                                   | Norwegia · Petter Tande · Håvard Klemetsen · Magnus Moan · Espen Rian                | [ 70 ] |
| 2009, Liberec                  | Japonia · Yūsuke Minato · Taihei Katō · Akito Watabe · Norihito Kobayashi             | Niemcy · Ronny Ackermann · Eric Frenzel · Björn Kircheisen · Tino Edelmann                                                        | Norwegia · Mikko Kokslien · Petter Tande · Jan Schmid · Magnus Moan                  | [ 71 ] |
| 2011, Oslo (skocznia duża)     | Austria · David Kreiner · Bernhard Gruber · Felix Gottwald · Mario Stecher            | Niemcy · Johannes Rydzek · Eric Frenzel · Björn Kircheisen · Tino Edelmann                                                        | Norwegia · Mikko Kokslien · Håvard Klemetsen · Jan Schmid · Magnus Moan              | [ 72 ] |
| 2011, Oslo (skocznia normalna) | Austria · David Kreiner · Bernhard Gruber · Felix Gottwald · Mario Stecher            | Niemcy · Johannes Rydzek · Eric Frenzel · Björn Kircheisen · Tino Edelmann                                                        | Norwegia · Mikko Kokslien · Håvard Klemetsen · Jan Schmid · Magnus Moan              | [ 73 ] |
| 2013, Predazzo                 | Francja · François Braud · Maxime Laheurte · Sébastien Lacroix · Jason Lamy Chappuis  | Norwegia · Jørgen Graabak · Håvard Klemetsen · Magnus Krog · Magnus Moan                                                          | Stany Zjednoczone · Taylor Fletcher · Bryan Fletcher · Todd Lodwick · Bill Demong    | [ 74 ] |
| 2015, Falun                    | Niemcy · Tino Edelmann · Eric Frenzel · Fabian Rießle · Johannes Rydzek               | Norwegia · Jørgen Graabak · Håvard Klemetsen · Mikko Kokslien · Magnus Moan                                                       | Francja · François Braud · Maxime Laheurte · Sébastien Lacroix · Jason Lamy Chappuis | [ 75 ] |
| 2017, Lahti                    | Niemcy · Björn Kircheisen · Eric Frenzel · Fabian Rießle · Johannes Rydzek            | Norwegia · Magnus Moan · Mikko Kokslien · Magnus Krog · Jørgen Graabak                                                            | Austria · Bernhard Gruber · Mario Seidl · Philipp Orter · Paul Gerstgraser           | [ 76 ] |
| 2019, Innsbruck                | Norwegia · Espen Bjørnstad · Jørgen Graabak · Jan Schmid · Jarl Magnus Riiber         | Niemcy · Vinzenz Geiger · Eric Frenzel · Fabian Rießle · Johannes Rydzek                                                          | Austria · Bernhard Gruber · Mario Seidl · Franz-Josef Rehrl · Lukas Klapfer          | [ 77 ] |
| 2021, Oberstdorf               | Norwegia · Espen Bjørnstad · Jørgen Graabak · Jens Lurås Oftebro · Jarl Magnus Riiber | Niemcy · Terence Weber · Fabian Rießle · Eric Frenzel · Vinzenz Geiger                                                            | Austria · Johannes Lamparter · Lukas Klapfer · Mario Seidl · Lukas Greiderer         | [ 78 ] |
| 2023, Planica                  | Norwegia · Espen Andersen · Jens Lurås Oftebro · Jørgen Graabak · Jarl Magnus Riiber  | Niemcy · Eric Frenzel · Vinzenz Geiger · Johannes Rydzek · Julian Schmid                                                          | Austria · Martin Fritz · Lukas Greiderer · Stefan Rettenegger · Johannes Lamparter   | [ 79 ] |
| 2025, Trondheim                | Niemcy · Johannes Rydzek · Wendelin Thannheimer · Julian Schmid · Vinzenz Geiger      | Austria · Johannes Lamparter · Franz-Josef Rehrl · Martin Fritz · Fabio Obermeyr                                                  | Norwegia · Simen Tiller · Jørgen Graabak · Jens Lurås Oftebro · Jarl Magnus Riiber   | [ 80 ] |

### Sprint drużynowy
Zawody mistrzostw świata w sprincie drużynowym po raz pierwszy rozegrano w 2013 roku, jako drugie zawody drużynowe (na dużej skoczni) obok sztafety (rozgrywanej na obiekcie normalnym).
| Rok i miejsce    | Złoto                                             | Srebro                                         | Brąz                                          | Źr.    |
| ---------------- | ------------------------------------------------- | ---------------------------------------------- | --------------------------------------------- | ------ |
| 2013, Predazzo   | Francja · Sébastien Lacroix · Jason Lamy Chappuis | Austria · Wilhelm Denifl · Bernhard Gruber     | Niemcy · Tino Edelmann · Eric Frenzel         | [ 81 ] |
| 2015, Falun      | Francja · François Braud · Jason Lamy Chappuis    | Niemcy · Eric Frenzel · Johannes Rydzek        | Norwegia · Magnus Moan · Håvard Klemetsen     | [ 82 ] |
| 2017, Lahti      | Niemcy · Eric Frenzel · Johannes Rydzek           | Norwegia · Magnus Moan · Magnus Krog           | Japonia · Yoshito Watabe · Akito Watabe       | [ 83 ] |
| 2019, Innsbruck  | Niemcy · Eric Frenzel · Fabian Rießle             | Norwegia · Jan Schmid · Jarl Magnus Riiber     | Austria · Franz-Josef Rehrl · Bernhard Gruber | [ 84 ] |
| 2021, Oberstdorf | Austria · Johannes Lamparter · Lukas Greiderer    | Norwegia · Espen Andersen · Jarl Magnus Riiber | Niemcy · Fabian Rießle · Eric Frenzel         | [ 85 ] |

## Kobiety

### Bieg indywidualny
| Rok i miejsce    |          | Złoto                |          | Srebro              |          | Brąz              | Źr.    |
| ---------------- | -------- | -------------------- | -------- | ------------------- | -------- | ----------------- | ------ |
| 2021, Oberstdorf | Norwegia | Gyda Westvold Hansen | Norwegia | Mari Leinan Lund    | Norwegia | Marte Leinan Lund | [ 86 ] |
| 2023, Planica    | Norwegia | Gyda Westvold Hansen | Niemcy   | Nathalie Armbruster | Japonia  | Haruka Kasai      | [ 87 ] |
| 2025, Trondheim  | Norwegia | Gyda Westvold Hansen | Norwegia | Ida Marie Hagen     | Austria  | Lisa Hirner       | [ 88 ] |

### Start masowy
| Rok i miejsce   |         | Złoto      |          | Srebro               |         | Brąz         | Źr.    |
| --------------- | ------- | ---------- | -------- | -------------------- | ------- | ------------ | ------ |
| 2025, Trondheim | Japonia | Yuna Kasai | Norwegia | Gyda Westvold Hansen | Japonia | Haruka Kasai | [ 89 ] |

## Mieszane

### Sztafeta mieszana
| Rok i miejsce   | Złoto                                                                                       | Srebro                                                                      | Brąz                                                                              | Źr.    |
| --------------- | ------------------------------------------------------------------------------------------- | --------------------------------------------------------------------------- | --------------------------------------------------------------------------------- | ------ |
| 2023, Planica   | Norwegia · Jens Lurås Oftebro · Ida Marie Hagen · Gyda Westvold Hansen · Jarl Magnus Riiber | Niemcy · Vinzenz Geiger · Jenny Nowak · Nathalie Armbruster · Julian Schmid | Austria · Stefan Rettenegger · Annalena Slamik · Lisa Hirner · Johannes Lamparter | [ 90 ] |
| 2025, Trondheim | Norwegia · Jens Lurås Oftebro · Gyda Westvold Hansen · Ida Marie Hagen · Jarl Magnus Riiber | Niemcy · Julian Schmid · Jenny Nowak · Nathalie Armbruster · Vinzenz Geiger | Austria · Stefan Rettenegger · Claudia Purker · Lisa Hirner · Johannes Lamparter  | [ 91 ] |